# Nikolaus Titus
Nikolaus Titus (* 28. Januar 1808 in  Forchheim; † 29. November 1874 in Bamberg, auch Nicolaus Titus) war ein deutscher Anwalt und Politiker in Bamberg.
Er war als radikaler Demokrat maßgeblich beteiligt an der Revolution 1848/1849 in Bamberg und ist neben Heinrich Heinkelmann Autor der 14 Bamberger Artikel.

## Leben
Als Sohn eines Juristen studierte Titus ab 1825 in Würzburg ebenfalls Rechtswissenschaften, ab 1833 war er als Jurist in Bamberg tätig, ab 1842 als Advokat am Appellationsgericht. Titus war schon als Gymnasiast ein politischer Mensch und wurde wegen burschenschaftlicher Tätigkeiten kurzzeitig der Schule verwiesen. Während seines Studiums war er führendes Mitglied der Burschenschaft Germania zu Würzburg und gehörte ab 1828 der Alten Erlanger Burschenschaft Germania an.

## Politische Aktivitäten
Titus nahm 1848 am Vorparlament teil und war vom 23. Mai 1848 bis zum Ende des Rumpfparlaments am 18. Juni 1849 Abgeordneter für den 2. Oberfränkischen Wahlkreis (Bamberg) in der Frankfurter Nationalversammlung. Im Paulskirchenparlament gehörte er den Fraktionen Deutscher Hof und Donnersberg an. Im Juni 1848 flüchtete er nach Zürich. 1850 kam er in Augsburg in Haft (wie viele prominente Demokraten erhielt er eine Anklage wegen versuchten Hochverrats), anschließend erfolgte umgehend seine Rückkehr nach Bamberg. 1859 war Titus an den Gründungsüberlegungen zum Deutschen Nationalverein beteiligt. Ab 1867 hatte er Kontakt zur 1. Internationale. Er vertrat im Jahre 1873 Bamberger Mitglieder der verbotenen „Social-demokratischen Arbeiter-Partei Bambergs“ juristisch und zeigte Unterstützung für die sich in Bamberg formierende Sozialdemokratie.

## Trivia
Titus galt als eloquenter Redner, ihn zeichnete sein breites Wissen und seine Schlagfertigkeit aus. Er war eine imposante Persönlichkeit und äußerst populär. Titus erhielt über alle politischen Grenzen hinweg Anerkennung für seine Trinkfestigkeit. Er kannte August Bebel und Wilhelm Liebknecht persönlich.